# معهد علوم المقاريب الفضائية
معهد علوم المقاريب الفضائية (SISCI) هو مركز العمليات العلمية لمرصد هوبل الفضائي ومرصد جيمس ويب الفضائي من المقرر ان ينطلق عام 2018, ويقع المعهد في حرم هومود الجامعي لجامعة جونز هوبكنز في بالتيمور في ولاية ماريلاند وقد تم انشاؤه عام 1981 كمركز للعلوم المجتمعية التي يتم الاستفادة منها لصالح وكالة ناسا من قبل رابطة الجامعات لأبحاث علم الفلك (AURA) .
اليوم بالإضافة إلى استمرار اداء مرصد هوبل (HST)والتحضير لاكتشاف علمي مع مرصد جيمس(JWST) يدير معهد علوم المقاريب الفضائية أرشيف ميكولسكي Mikulski للمراصد الفضائية (MAST)ومركز إدارة البيانات لبعثة كبلرKepler وعدد من الأنشطة الأخرى التي يستفيد المعهد من خبرتها في البنية التحتية لدعم عمليات المراقبة الفلكية .
يأتي معظم التمويل لأنشطة المعهد من العقود مع مركز جودارد Goddartلرحلات الفضاء التابع لوكالة ناسا ولكن هناك انشطة أصغر تمول من وكالة الفضاء الأوروبية (ESA) ومركز ابحاث اميس (Ames) ومختبر الدفع النفاث التابعان أيضا لوكالة ناسا .
يضم طاقم موظفي المعهد علماء الفلك والفيزياء ومهندسي البرمجيات وإداريي البيانات ومظفي عمليات المعهد وخبراء التعليم للتوعية العامة وموظفي الدعم الإداري للأعمال، وهناك ما يقارب ال 100 من الدكاترة والعلماء يعملون في المعهد, 15 موظف منهم تابعون لوكالة الفضاء الأوروبية الذين هم في مهمة لمشروع مرصد هوبل، ويتكون مجموع موظفو المعهد من حوالي 450 شخص .
يقوم المعهد بإرسال بعثاته باسم وكالة ناسا والوسط الفلكي في جميع أنحاء العالم والجمهور العام.
تخدم انشطة العمليات العلمية مباشرة الوسط الفلكي، تحديدا في المقام الأول منح مرصد هوبل ولكنها تشمل أيضا توزيع البيانات من بعثات ناسا الأخرى على سط الأرض والمسوح الجوية على سبيل المثال مستكشف طيف الأشعة البنفسجية البعيدة ومستكشف تطور المجرة .
وتحافظ انشطة تطوير نظام الأرض على نظم البرمجيات اللازمة لتزويد مجتمع الفلك بهذه الخدمات .
توفرانشطة التوعية العامة للمعهد مجموعة واسعة من المعلومات في وسائل الأعلام وبرامج المتعلميين الرسميين والقبب الفلكية والمتاحف العلمية والجمهور العام.
تستقبل هذه المواقع الجمهور الحائز على جائزة معهد علوم المقاريب الفضائية ملايين الاتصالات شهريا .
يقدم المعهد أيضا مجموعة من القضايا الفيزيائية والاشعة الفوق بنفسجية كمصدر ارشادي لوكالة ناسا .
يتواصل موظفو المعهد مع المحترفين من الوسط الفلكي من خلال عدة قنوات بما في ذلك المشاركة في الاجتماعات النصف سنوية للجمعية الفلكية الأمريكية ونشر النشرات الإخبارية والمواقع الإلكترونية للمعهد واستضافة لجان المستخدمين ومجموعات العمل العلمية وعقد الندوات العلمية والتقنية المختلفة وورش العمل كل عام .
سمحت هذه الأنشطة للمعهد بنشر معلومات بين مستخدمين المرصد فضلا عن تمكين موظفي المعهد من تحقيق أكبر قدر من الانتاجية العلمية للمرافق التي تعمل من خلال الاستجابة لإحتياجات الوسط ووكالة ناسا.

## أنشطة معهد علوم المقاريب الفضائية

### انتقاء مقترح علوم المقاريب
يجري المعهد جميع الأنشطة اللازمة لاختيار وتنفيذ وجدولة برامج علم مرصد هوبل (HST), الخطوة الأولى هي دعم عملية الأختيار التي تتم بشكل سنوي والتي سوف يتم تنفيذها مع مرصد هوبل وهذه العملية يقودها المجتمع الحلي، وتبدأ عملية الاختيار بعمل إعلان سنوي للاقتراحات والذي يحدد قدرات الأجهزة العلمية المعتمدة حاليا ومتطلبات الاقتراح والموعد النهائي للتقييم، وأي شخص يعتبر مؤهل لتقديم الاقتراح . تراجع جميع المقترحات بدقة وبشكل نقدي وبواسطة لجنة تخصيص الوقت (Time Allocation Committee (TAC, و تتألف اللجنة من حوالي 100 عضو من الولايات المتحدة والمجتمع الفلكي الدولي تم اختيارهم لتمثيل مجموعة واسعة من الخبرة البحثية اللازمة لتقديم المقترحات، وفي كل دورة تقديم مقترحات يتم مراجعة ما يقارب 700 إلى 1100 اقتراح، وفقط 15-20 % من المقترحات يتم اختيارها في نهاية المطاف للتنفيذ وتستعرض لجنة تخصيص الوقت (TAC) عدة فئات من زمن الرصد فضلا عن عدة مقترحات للأرشفة والمشاريع البحثية والمشتركة بين مرصد هوبل HST وغيرها من المراصد الفضائية أو الأرضية على سبيل المثال مرصد شاندرا للأشعة السينية ومراصد الفلك البصرية الوطنية، ويقدم معهد علوم المقاريب الفضائية كل الدعم التقني واللوجستي لهذه الانشطة. يشار للمقترحون الذين تحظى اقتراحاتهم بالقبول بالمراقبون العام (General Observers (GOs ومن ثم يجب توفير متطلبات لجدولة وتنفيذ برنامج الرصد التابع لها .
ويتم توفير هذه المعلومات لمعهد المراصد على ما يسمى ب مقترح المرحلة الثانية phase II , يحدد مقترح المرحلة الثانية أنماط تشغيل الأجهزة والوقت والمطلوب واتجاهات المرصد وغيرها.
يوفر طاقم المعهد البرمجيات على شبكة الإنترنت تدعى حاسبات الوقت المعرض (Exposure Time Calculators (ETCs والتي تسمح للمراقب العام GO بتقدير كم من الوقت اللازم لأي من أجهزة الكشف على متن طائر تحتاج لجمع كمية الضوء المطلوب لتحقيق الأهداف العلمية، بالإضافة إلى ذلك ينفذ طاقم المعهد جميع الخطواط اللزمة لتنفيذ كل البرامج المحددة وكذلك يخطط لجميع البرامج خلال العام.
وبالنسبة لمرصد هوبل فإنه يشمل ايجاد دليل النجوم والتدقيق على الأجسام الساطعة وتنفيذ متطلبات جدولة محددة والعمل مع المراقبين لفهم العوامل بشكل خاص أو أي احتياطات غير قياسية قد تكون لديهم .

### جدولة الملاحظات
عندما يتم تجميع معلومات المرحلة الثانية phase II يتم تطوير خطة مراقبة طويلة المدى لتغطي كافة العام ويتم ايجاد الأوقات المناسبة لجدولة الملاحظات الفردية وفي ذات الوقت يتم تحديد فعالية وكفاءة استخدام المرصد خلال العام .
تم إنشاء جداول مراقبة تفصيلية كل اسبوع تتضمن عمليات مرصد هوبل (HST) وجدولة مسارات نقل البيانات من خلال نظام أقمار تتبع وترحيل البيانات (Tracking and Data Relay Satellite System (TDRSS وانشاء حزم اوامر ثنائية لإرسالها إلى مركبة الفضاء . يمكن إجراء تعديلات على الخطط سواء طويلة المدى والأسبوعية استجابة ل فرصة الأهداف Targets Opportunity على سبيل المثال للأحداث المؤقتة كالانفجارات النجمية أو التنسيق مع أحد أنواع الأحداث كتأثير المذنب على سفينة الفضاء . يستخدم المعهد خوارزمية لجدولة وقت المراقبة على المرصد، ويعمل المعهد حاليا على تطوير عمليات مماثلة لمرصد جيمس (JWST) على الرغم من ان التفاصيل التشغيلية ستكون مختلفة بسبب الادوات المختلفة ومعوقات المركبة الفضائية وموقعها عند نقطة (L2 Lagrange (1.5 مليون كم من الأرض بدلا من أنخفاض مدار الأرض 565 كم المستخدمة من قبل مرصد هوبل HST .

### عمليات الطيران
تتلقى عمليات الطيران الدعم المباشر من وظائف مرصد هوبل HST في زمن فعلي. ويشمل الزمن الفعلي لعمليات الطيران اليومية لمرصد HST مايقارب 4 وصلات صاعدة لتحميل الأوامر وحوال 10 وصلات بيانات هابطة .يتم تزويد عمليات الزمن الفعلي بالموظفين على مدار الساعة وتتم انشطة عمليات الطيران لمرصد هوبل HST في مركز GSFC التابع لوكالة ناسا في جرينبلت بولاية ماريلاند.

### معالجة البيانات العلمية
تصل البيانات العلمية المرسلة من مرصد هوبل HST إلى معهد علوم المقاريب الفضائية وبعد بضع ساعات من تحميل البيانات عبر الوصلات الهابطة من نظام اقمار تتبع وترحيل البيانات TDRSS , وفي وقت لاحق تمر خلال مسهلات التقاط البيانات في مركز جودارد Goddard لرحلات الفضاء التابع لوكالة ناسا. في معهد علوم المقاريب الفضائية تتم معالجة البيانات خلال سلسلة من خوارزميات الحاسوب التي تحول نمطه إلى معيار مقبول دوليا المعروف باسم Flexible
(Image Transport System (FITS وتصحح البيانات المفقودة وتجري المعايير النهائية للبيانات عن طريق إزالة الأدوات المزيفة . تختلف خطوات المعايير لكل اداة في مرصد هوبل HST لكن كقاعدة عامة تشمل الخطوات إزالة للأشعة الكونية وتصحيح للأدوات الغير منسقة وانشاء تطبيق معلومات نظام التنسيق العالمي (الذي يخبر المستخدم على وجه التحديد في أي موقع في الفضاء يشير الكاشف) والمعايير المطبقة هي أفضل ما هو متاح في الوقت الذي تمر فيه البيانات عبر خط الأنابيب . ويعمل معهد علوم المقاريب الفضائية مع مطورين الأجهزة لتحديد عمليات مشابهة لبيانات مرصد جيمس JWST ومرصد كبلر Kepler.

### حفظ وتوزيع بيانات العلوم
يتم أرشفة كافة بيانات علوم مرصد هوبل HST بشكل دائم بعد ان تمر عبر خط انابيب المعايير، وتخول سياسة وكالة ناسا فترة الملكية لعام واحد على جميع البيانات مما يعني ان فقط فريق الاقتراح الأول يمكنه الوصول إلى بيانات السنة الأولى بعد ان تم الحصول عليها، وبعد ذلك العام تصبح المعلومات متوفرة لأي شخص يرغب في الوصول إليها، ويتم معاينة مجموعة البيانات التي تم استردادها من الأرشيف تلقائيا لضمان ان كافة البيانات القابلة للتحديث مطبقة . يعتبر معهد علوم المقاريب الفضائية كمركز ارشيف لجميع البعثات الفضائية لمرصد هوبل HST بالإضافة إلى ذلك يمتلك المعهد بيانات من 13 بعثة أخرى بما في ذلك بعثة مستكشف الأشعة الفوق بنفسجية الدولية International ltraviolet Explorer (IUE ومستكشف الأشعة الفوق بنفسجية القصوى (Extreme Ultraviolet Explorer (EUV ومستكشف طيف الأشعة الفوق بنفسجية البعيدة Far Ultraviolet Spectroscope Explorer (FUSE) ومستكشف تطورات المجرة (Galaxy Evolution Explorer (GALEX وسيتم أيضا ارشفة واسترجاع بيانات مرصد جيمس JWST وكبلر Kepler بطريقة مماثلة .ويستخدم الإنترنت كواجهة مستخدم للبيانات المؤرشفة في معهد علوم المراصد (http://archive.stsci.edu). يضم الأرشيف حاليا أكثر من 30 تيرابايت، كل يوم يبتلع 11 جيجابايت من البيانات الجديدة وحوالي 85 جيجابايت من البيانات يتم توزيعها على المستخدمين وحاليا يتم تطوير أرشيف ارث هوبل (Hubble Legacy Archive (HL وسيكون بمثابة أرشيف أكثر تكملا وسهل الاستعمال .

### خصائص ومعايير الأجهزة العلمية
يعد معهد علوم المقاريب الفضائية المعهد المسؤول عن المعاير في أجهزة العلوم لكل من مرصد هوبل HST وجيمس JWST. في المرصد هوبلHST يتم تطوير خطة المعاير بشكل سنوي تصمم هذه الخطة لتدعم البرامج المختارة من قبل المراقبون العام (GO) لكل دورة ولتوفر المعايير الأساسية التي تزيد من صلاحية الجهاز. يتضمن برنامج المعايير قياسات وضعت مقاربة لمصادر المعايير الخارجية أو لتقييم مستويات الضوضاء في الكاشفات الداخلية فضلا عن مراقبة النجوم والحقول الفضائية ويلزم تحديد تحويلات التدفق المطلقة وتقلبات القياسات الفلكية. يمتلك مرصد هوبل HST ما مجموعه 12 جهاز علمي حتى الآن 6 منها نشطة حاليا، تم تركيب جهازيين جديدين خلال مهمة تقديم الخدمات STS-12 في مايو 2009, ويلخص الجدول أدناه كل من الإثني عشر جهازا من أجهزة هوبل HST بالإضافة إلى أربع أجهزة مخطط لها لمرصد جيمس JWST ويمكن لأجهزة مرصد هوبل HST الكشف عن الضوء مع موجات الأشعة الفوق بنفسجية من خلال الأشعة تحت الحمراء القريبة .
| اسم الجهاز                                                         | استخدام الجهاز                                    | حالة الجهاز                                 | المرصد |
| ------------------------------------------------------------------ | ------------------------------------------------- | ------------------------------------------- | ------ |
| مضواء عالي السرعة (HSP)                                            | Rapid Timescale قياس ضوئي فلكي                    | Decommissioned in 1993                      | HST    |
| كاميرا كوكبية واسعة المجال (WFPC)                                  | UV/Optical Imaging                                | Decommissioned in 1993                      | HST    |
| المحلل الطيفي للأجسام الخافتة (FOS)                                | UV/Optical مطيافية                                | Decommissioned in 1997                      | HST    |
| محلل غودارد الطيفي عالي الدقة (GHRS)                               | UV/Optical Spectroscopy                           | Decommissioned in 1997                      | HST    |
| كاميرا الأجسام الخافتة (FOC)                                       | UV/Optical Imaging                                | Decommissioned in 2002                      | HST    |
| كاميرا كوكبية واسعة المجال 2 (WFPC2)                               | UV/Optical Imaging                                | Decommissioned in 2009                      | HST    |
| حساس التوجيه الدقيق (FGS)                                          | Precision القياسات الفلكية                        | Active                                      | HST    |
| المحلل الطيفي التصويري للمقراب الفضائي (STIS)                      | UV/Optical Spectroscopy                           | Active (repaired)                           | HST    |
| كاميرا المجال القريب من تحت الأحمر والمطياف متعدد الأجسام (NICMOS) | NIR Imaging and grism Spectroscopy                | Active                                      | HST    |
| كاميرا استقصائية متقدمة (ACS)                                      | UV/Optical Imaging and grism Spectroscopy         | SBC and WFC (repaired) Active; HRC Inactive | HST    |
| المحلل الطيفي للأصول الكونية (COS)                                 | UV Spectroscopy                                   | Active                                      | HST    |
| كاميرا واسعة المجال 3 (WFC3)                                       | UV/Optical/Near-IR Imaging and grism Spectroscopy | Active                                      | HST    |
| كاميرا نيركام (NIRCam)                                             | Optical/Near-IR Imaging                           | Pre-flight (2014)                           | JWST   |
| مطياف نير (NIRSpec)                                                | Near-IR Spectroscopy                              | Pre-flight (2014)                           | JWST   |
| كاميرا ميري (MIRI)                                                 | Mid-IR Imaging & Spectroscopy                     | Pre-flight (2014)                           | JWST   |
| Tunable Filter Imager (FGS-TFI)                                    | Near to Mid-IR Medium-band Imaging                | Pre-flight (2014)                           | JWST   |

سوف تبدأ أجهزة مرصد جيمس بالعمل من النهاية الحمراء للموجات الضوئية (6000 انجسترومز) إلى منتصف الأشعة تحت الحمراء (5-27 ميكرومتر) والأجهزة المذكورة لم تعد متوفرة. يطور موظفو المعهد مقترحات المعايير ويقومو بحفظ هذه المقترحات خلال عملية الجدولة وايضا يقومو بتحليل البيانات الناتجة . تقوم هذه البرامج بتزويد بمعايير حديثة وملفات مرجعية ليتم استخدامها في خط معالجة البيانات، ويتم أرشفة ملفات المعايير بحيث يسمح للمستخدمين باستردادها أإذا كانو بحاجة إلى إعادة تقويم بياناتهم يدويا . ويتم توثيق جميع انشطة المعايير والنتائج عادة على شكل تقارير الأجهزة العلمية وتنشر على موقع عام واحيانا على شكل ابحاث ورقية أو في كتيبات البيانات أو كتيبات الأجهزة، بالإضافة إلى معايير الأجهزة يوثق موظفو المعهد أداء الأجهزة بحيث يستطيع المستخدمون فهم كيفية تفسير البيانات الخاصة بهم . هناك عادة تأثيرات لم يتم تصحيحها تلقائيا في خط المعايير ( لأنها تختلف مع مرور الوقت أو تعتمد على سطوع المصدر ) وتشمل التأثيرات العالمية مثل كفاءة النقل في الأجهزة المزدوجة فضلا عن الأثار المحددة لطرق المرشحات مثل مصفاة الأشباح ( الناتج عن تشتت القليل من الضوء داخل الجهاز ). التوعية من هذه الآثار يمكن أن تأتي من موظفي المعهد كونهم يقومون بتحليل برامج المعايير أو من المراقبين الذين يجدون انحراف في البيانات الخاصة بهم ومن ثم يزودو المعهد بالتغذية الراجعة، وأيضا يقوم موظفو المعهد بتنفيذ خصائص ومعايير المرصد نفسه. في حالة مرصد هوبل HST فقد تطورت العملية لتعنى في المقام الأول بشأن مراقبة وضبط التركيز ومراقبة وقياس نقطة انتشار المهام ( في التسعينيات كان المعهد مسؤولا عن القياسات الدقيقة للأنحرافات الكروية الضرورية للبصريات التصحيحية لجميع الأجهزة اللاحقة. في حالة مرصد جيمس JWST فأن المعهد سيكون مسؤولا عن استخدام نظام إستشعار واجهة الموجة والذي يطوره ال JPL وشركة نورثروب غرومان لتكنواوجيا الفضاء Northrop Gurmman Space Technology (NGST) مراقب ومقاول وكالة ناسا لمراقبة وضبط المرصد المجزء.

### ما بعد دعم المراقبة
وتشمل مكتب مساعدة حيث يمكن المستخدمون من التواصل ليحصلو على اجوبة لإستفساراتهم في أي جانب من جوانب المراقبة من كيفية تقديم اقتراح حتى كيفية تحليل البيانات.

### خدمات المجتمع العلمي
ينفذ معهد علوم المقاريب الفضائية برامج مرصد هوبل العلمية الضخمة نيابة عن المجتمع وهذه البرامج ذات تطبيقات علمية واسعة . حتى اللحظة تشمل هذه البرامج حقول هوبل العميقة وحقول هوبل العميقة الغربية والحقل العميق تماما والبيانات الاولية، والمعالجة لهذه البرامج متاحة للمجتمع الفلكي على الفور، وبعد ذلك استخدمت هذه البيانات من قبل العديد من علماء الفلك في السعي في موضوعات البحثية الخاصة بها، وحفزت قدرا كبيرا من الأعمال التابعة لها (انظر، على سبيل المثال http://www.stsci.edu/ftp/science/hdf/clearinghouse/clearinghouse.html and http://www.stsci.edu/hst/udf/index_html)

### نظام الأرض
يعد معهد علوم المقاريب الفضائية المعهد المسؤول عن تطوير وتعزيز والحفاظ على معظم النظم الارضية التي تستخدم في إجراء عمليات علوم مرصد هوبل . جائت هذه النظم من عدة مصادر متضمنة تطورات المعهد والمهام التي تمت بموجب عقد وكالة ناسا مع مختلف البائعين، وعلى مدى عمر مرصد هوبل HST فقد تم انجاز أعمال كبيرة على هذه الأنظمة حتى خلال عمليات الدعم اليومية لتشغيل المرصد. وتم الانخراط بطريقة أكثر فعالية وسهولة والمرور خلال تحسينات تقنية رئيسية ( تحسين أنظمة التشغيل واجهزة الكمبيوتر وازدياد مساحة وسائط تخزين الأرشف ) كما تمت تعديلات لدعم سلسلة من الادوات المثبتة في المرصد . في السنوات القليلة الماضية تم دعم ال WFC3 و ال CO3 واثنين من الأجهزة الحديثة التي سيتم تركيبها خلال مهمة تقديم خدمات مرصد هوبل القادمة وايضا دعم نمط ال 2 Gyroscope من عمليات المرصد، كما يقدم المعهد مجموعات فرعية من خدمات النظام الأرضي للبعثات الفلكية الأخرى بما في ذلك ال FUSE و KEPLER و JWST . قام مهندسي برمجيات المعهد بحفظ حوالي 7900000 مصدر من تعليمات البرمجة.

### دعم العمليات وتطوير المهام
يشارك معهد علوم مراصد الفضاء بشكل روتيني مع وكالة ناسا ومهندسي نظام الصناعة والعلماء لتطوير البنية العامة للبعثة، بالنسبة لمرصد هوبل HST فإنه يتضمن مساعدات لتحديد خدمات انشطة المهمات وتطوير إستراتيجية الخدمة، اما بالنسبة لمرصد جيمس JWST فيشمل المشاركة في تعريف متطلبات علمية رفيعة المستوى والبنية التحتية للبعثة، في كلا الحالتين يركز المعهد على القدرات العلمية للبعثة وكذلك متطلبات لعمليات سلسة وفعالة للملاحظة.

### أنشطة البحث العلمي
يدير معهد علوم المقاريب الفضائية اختيار برنامج المنح الدراسية لمرصد هوبل HST . تدعم منح مرصد هوبل علماء بحوث ما بعد الدكتوراة حيث أن ابحاثهم ترتبط بشكل واسع بالمهمات العلمية لمرصد هوبل HST ,وقد يكون البحث نظري أو رصدي .وفي كل عام منذ اطلاق مرصد هوبل HST عام 1990 يتم منح 6-12 منحة دراسية، ويرعى المعهد برنامج تدريب الطلاب الصيفي الذي يتيح للطلبة الموهوبين من جميع انحاء العالم بالعمل مع طاقم المعهد العلمي كما يزود الطلاب بالخبرة في مجال الابحاث الفلكية . يقوم المعهد باجراء البحوث التي تغطي مجموعة واسعة من الفيزياء الفلكية بما في ذلك التحقيقات في النظام الشمسي والكشف عن كوكب خارج المجموعة الشمسية والتكون النجمي وتطور المجرة وعلم الكونيات .
يستضيف المعهد دورة علمية سنوية تعقد في كل ربيع وكذلك العديد من ورش العمل العلمية الصغيرة ويساعد التوظيف موظفي الأنشطة العلمية على ضمان ان مرصد هوبل HST ومرصد جيمس JWST يقوم بأداء عالي المستوى .

### توعية عامة
يقدم مكتب التوعية العامة Outreach Public Office(OPO) في معهد علوم المقاريب الفضائية مجموعة واسعة من المنتجات والخدمات المصممة لتبادل وتواصل العلوم والاكتشافات في مرصد هوبل HST مع الجمهور. وتركز جهود مكتب التوعية OPO على تلبية احتياجات أربعة مجتمعات: وسائل الإعلام، ومستخدمي شبكة الإنترنت، ومجتمع التعليم الرسمي وغير الرسمي ومواقع تعليم العلوم. ينتج فرع أخبار مكتب التوعية OPO ما يقرب من 40 نشرة صحفية جديدة كل عام وتضم اكتشافات مرصد هوبلHST والنتائج العلمية. وتشمل هذه الحزم وسائل الإعلام الإخبارية وصور مرصد هوبل وأعمال فنية توضيحية ورسوم متحركة ومعلومات تكميلية للاستخدام من قبل الصحافة المطبوعة والمذاعة، وعلى الخط وسائل الإعلام. يجري المكتب أيضا مؤتمرات صحفية تدعى "تحديثات علوم ناسا"جلبت للكتابات العلمية ورش العمل والمناسبات الخاصة الأخرى صحفيين للمعهد لخوض جلسات معمقة مع العلماء الذين يعملون على مشاكل البحوث الفيزيائية الفلكية الحالية. يطور فرع التعليم الرسمي بدقة الدروس والمنتجات التعليمية لإستخدامها في K-14 المناهج في جميع انحاء البلاد وأدرجت العديد من المنتجات التعليمية فرع في موقعها على شبكة الإنترنت الحائز على جائزة تسمى الفضاء المدهشAmazing Space (http://amazing-space.stsci.edu/) حيث يمكن الوصول إلى الدروس والتمارين بسهولة من قبل كل من المعلمين والطلاب، ويستخدم في أكثر من 200 مديرية من مديريات التربية والتعليم وفي كل من ال 50 ولاية. يخلق فرع التعليم الغير الرسمي مجموعة متنوعة من المنتجات ذات الصلة بمرصد هوبل ويتميز لاستخدامها في أماكن غير رسمية بما في ذلك المتاحف والمراكز العلمية والقبب والمكتبات. . ويشمل هذا النوع من التعليم مشاهدة الفضاء، ويقدم نظام عرض الوسائط المتعددة سلسلة من الميزات التعليمية في علم مرصد هابل والبعثات الأخرى باستخدام الصور والنصوص والموسيقى. يطور فرع مكتب التوعية OPO الإلكتروني سلسلة من المواقع ذات الصلة بمرصد هوبل HST ومرصد جيمسJWST على مواقع شبكة الإنترنت والتي تحتوي على معرض الصور ما يقرب من 900 صور لمرص هابل التي تم إصدارها على مدى عمر المرصد .

## اقرأ أيضا
- SMSS J031300.36-670839.3

## روابط خارجيه
- Space Telescope Science Institute official website